# Álvaro Morais Filho
Álvaro Magliano de Morais Filho (27 novembre 1990) è un giocatore di beach volley brasiliano.

## Palmarès

### Mondiali
- 1 medaglia:
  - 1 argento (Stare Jabłonki 2013)